# Amine Belaïd
Amine Belaïd (5 april 1988) is een Algerijns voetballer die bij voorkeur als verdediger speelt. Hij verruilde in juli 2012 MC Alger voor MC Saïda. Hij kwam van 2008 tot en met 2011 uit voor USM Bel-Abbès.